# Montserrat Martí
Montserrat Martínez Caballé, más conocida como Montserrat Martí o Montsita (Barcelona, 15 de noviembre de 1972), es una soprano española.

## Biografía
Nació en Barcelona y es hija del tenor español Bernabé Martí (1928-2022) y la soprano española Montserrat Caballé (1933-2018). En 1993 realizó su primera presentación como cantante junto a su madre Montserrat Caballé, en la ciudad de Londres. Un año después intervino en un concierto para recaudar fondos para las víctimas del Genocidio de Ruanda, una vez más con su madre Montserrat Caballé. En 1995 grabó un dúo junto con Riccardo Cocciante para su álbum Un hombre feliz y fue lanzado como single ese mismo año.
En 1998 se trasladó a Alemania, donde dio inicio a su carrera como solista y donde obtuvo el papel de Zerlina en la ópera Don Giovanni de Mozart, presentada en la Ópera del Estado de Hamburgo.
Madre e hija han cantado juntas en algunas ocasiones, en el escenario y para grabaciones en disco.
En 2008 participó en la ópera La casa de Bernarda Alba, del compositor español Miquel Ortega, en el rol de Adela, en la primera ópera en español de la obra de teatro lorquiana. También, en 2019, encarnó a la condesa Eylo, esposa del conde Ansúrez, en la ópera sacra Ansur, del compositor Ernesto Monsalve, que conmemoró solemnemente el 900.º aniversario del fallecimiento del fundador de Valladolid.

## Matrimonios e hijos
Contrajo matrimonio con el empresario Carlos de Navas Mir el 14 de agosto de 2006. Ambos se divorciaron en octubre de 2007.
Desde 2009 es pareja del empresario Daniel Faidella, con quien tiene una hija, una niña llamada Daniela (nacida en Barcelona el 3 de septiembre de 2011).